# ドリアン・グレイ (2009年の映画)
『ドリアン・グレイ』（DorianGray）は、2009年のイギリスのドラマ映画。
監督はオリヴァー・パーカー、出演はベン・バーンズとコリン・ファースなど。
オスカー・ワイルドの小説『ドリアン・グレイの肖像』を原作としている（他の映像化作品については『ドリアン・グレイの肖像#映画』参照）。
日本では劇場未公開でDVDスルーされた。

## キャスト
※括弧内は日本語吹き替え
- ドリアン・グレイ: ベン・バーンズ（中尾智）
- ヘンリー・ウォットン: コリン・ファース（西垣俊作）
- シビル・ヴェイン: レイチェル・ハード＝ウッド（結城飛鳥）
- エミリー・ウォットン: レベッカ・ホール（野々山恵梨）
- ヴィクトリア・ウォットン夫人: エミリア・フォックス
- バジル: ベン・チャップリン（菊池康弘）
- アガタ: フィオナ・ショウ
- ラドリー夫人: キャロライン・グッドール
- アラン・キャンベル: ダグラス・ヘンショール